# Moog (software)
MOOG é um software astronômico. É um exemplo de um código de Fortran que realiza uma variedade de análises de linhas espectrais e de funções de síntese espectral sob a suposição de equilíbrio termodinâmico local. O Moog utiliza um modelo de fotosfera conjuntamente com uma lista de transições atômicas ou moleculares para gerar um espectro emergente ao resolver a equação do transporte radiativo.
O uso típico do MOOG é para ajudar na determinação da composição química de uma estrela.
O pacote de software tem sido desenvolvido por Christopher Sneden, que também faz sua manutenção, da Universidade do Texas em Austin. A versão atual do código foi lançada em 2017.